# Ъ
Ъ (gemen: ъ) är ett tecken i det kyrilliska alfabetet. Tecknet skapades på 800-talet som en vanlig bokstav för att beteckna en kort bakre vokal, bakre jer, i dåtidens slaviska. Idag finns vokalt uttal kvar endast i bulgariska och några makedonska dialekter. I dagens ryska har bakre jer fått rollen som hårt tecken som påverkar uttal av omgivande bokstäver. 

## Historia
Den första kända slaviska skriften, det glagolitiska alfabetet känt från 800-talet, använde tecknet Ⱏ för att beteckna bakre jer, en kort vokal som troligen uttalades [ŭ] eller [ɯ]. Vid skapandet av det kyrilliska alfabetet under slutet av 800-talet förenklades tecknet till dagens Ъ. 

## Bulgariska
I bulgariska kallas bokstaven "er goljam" (bulgariska: ер голям). Den uttalas som en försänkt mellan-sluten bakre orundad vokal, /ɤ̞/.

## Ryska
I ryska är benämningen "hårt tecken" (ryska: твёрдый знак) och tecknet saknar eget ljudvärde. Det används för att markera att den konsonant som föregår tecknet ska uttalas "hårt" trots att den följs av en vokal som skulle innebära "mjukt" uttal (я, ё, е, и eller ю). De vokaler som följer efter ъ får ett tydligt hörbart j-förslag. Tecknet ъ är relativt ovanligt numera, men före rättstavningsreformen 1918 stod det i slutet av alla ord som slutar på hård konsonant. Det kan komma efter alla konsonanttecken utom й. Vid transkribering av ryska till andra alfabet utesluts normalt tecknet helt. Vid translitteration till latinska bokstäver enligt ISO 9 motsvaras bokstaven av " (dubbla raka citattecken).

## Ukrainska och Belarusiska
I övriga östslaviska språk har bakre jer ersatts av apostrof, som fyller samma funktion som ryskans hårt tecken. 

## Teckenkoder i datorsammanhang
| Teckenkoder        | Versal: Ъ                         | Gemen: ъ                        |
| ------------------ | --------------------------------- | ------------------------------- |
| Namn (Unicode)     | CYRILLIC CAPITAL LETTER HARD SIGN | CYRILLIC SMALL LETTER HARD SIGN |
| Kodpunkt (Unicode) | U+042A                            | U+044A                          |
| HTML               | &#1066;                           | &#1098;                         |